# Heinrich Otto Lehmann

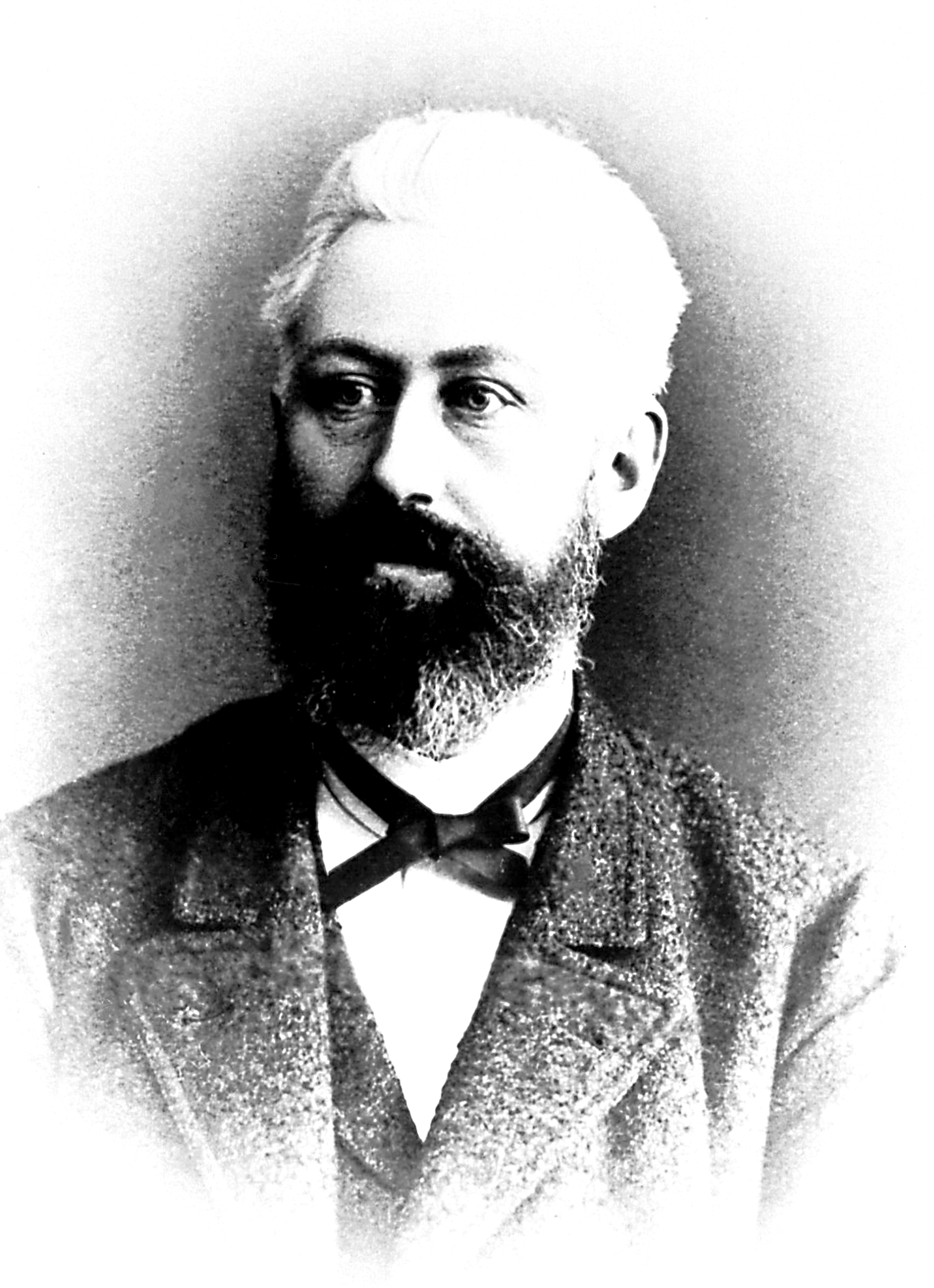
Heinrich Otto Lehmann

Heinrich Otto Lehmann (* 28. Oktober 1852 in Kiel; † 27. Januar 1904 in Marburg) war ein deutscher Rechtswissenschaftler und Rechtshistoriker. Er war Professor der Rechte an den Universitäten in Kiel, Gießen und Marburg.

## Leben

### Familie
Heinrich Otto Lehmann wurde als Sohn von Theodor Lehmann (1824–1862) geboren. Sein Vater war holsteinischer Jurist und Politiker. Er heiratete 1851 Caroline Amalie (1824–1856), die Tochter des Psychiaters Peter Willers Jessen und Mutter von Heinrich Otto. Sein Großonkel väterlicherseits war der Botaniker Johann Georg Christian Lehmann (1792–1860).

### Beruflicher Werdegang
Heinrich Otto verlor schon früh beide Eltern und wuchs zunächst bei seinem Onkel, einem Rendsburger Apotheker, auf. Er besuchte das Gymnasium in Rendsburg und begann 1871 eine Ausbildung zum Apotheker in Berlin, die er aber bald wieder aufgab. Ab 1872 studierte er Rechtswissenschaften an den Universitäten in Greifswald, Heidelberg und Berlin. An der Berliner Universität bestand Lehmann im Januar 1877 das zweite juristische Staatsexamen. Er ging zurück nach Rendsburg und nahm dort eine Stelle als Referendar an.
Im Dezember 1877 promovierte Lehmann an der Universität Kiel zum Dr. jur. mit der Dissertation Die Zufuhr von Kriegscontrebandewaren nach kriegführenden Ländern seitens Neutraler, historisch und prinzipiell dargestellt. Wegen eines schweren Sturzes mit inneren Verletzungen musste er seine akademische Laufbahn für längere Zeit unterbrechen. Erst im Juli 1882 konnte er sich an der Kieler Universität als Privatdozent mit der Habilitationsschrift Rechtsschutz gegenüber Eingriffen von Staatsbeamten nach altfränkischem Recht habilitieren. Bereits 1881 wurde er dort als Universitätsrichter angestellt und 1885 zum außerordentlichen Professor für juristische Enzyklopädie, Deutsches Recht und Völkerrecht ernannt. Im März 1888 folgte er dem Ruf an die Universität Gießen als ordentlicher Professor der Rechte.
Schon ein Jahr später 1889 wurde Lehmann als ordentlicher Professor an die Universität Marburg berufen. Er hielt Vorlesungen zur deutschen Rechtsgeschichte, juristische Enzyklopädie, Kirchenrecht, deutsches Privatrecht mit Handels-, See- und Wechselrecht. 1892, 1896 und 1901 war er Dekan der Juristischen Fakultät der Marburger Universität und wurde 1898 zu deren Rektor ernannt. Für längere Zeit war Lehmann gleichzeitig Mitglied des Magistrats der Stadt Marburg. Wegen seiner Verdienste erhielt er am 6. Januar 1902 den Titel eines Geheimen Justizrates.
Lehmann war Autor zahlreicher Fachveröffentlichungen. 1886 erschien sein Lehrbuch des deutschen Wechselrechts und von 1896 bis 1900 seine Neubearbeitung von Otto Stobbes Handbuch des deutschen Privatrechts (Bände 2 bis 4). Nach dem Inkrafttreten des Bürgerlichen Gesetzbuches am 1. Januar 1900, gab Lehmann zusammen mit Ludwig Enneccerus das Lehrbuch Das Bürgerliche Recht heraus, das bereits 1901 in zweiter Auflage erschien. Außerdem publizierte er Aufsätze im Grenzboten, der National-Zeitung, der Neuen Zürcher Zeitung und in der Deutschen Juristen-Zeitung.
Er starb am 27. Januar 1904, im Alter von 51 Jahren, in Marburg und wurde auf dem Marburger Hauptfriedhof bestattet.

### Ehe
Heinrich Otto Lehmann heiratete 1880 in Berlin Karoline Friederike Amalie Jessen (1855–1943), die Tochter des Botanikers Carl Jessen.

## Veröffentlichungen (Auswahl)
- Die Zufuhr von Kriegscontrebandewaren nach kriegführenden Ländern seitens Neutraler, historisch und prinzipiell dargestellt. (Dissertationsschrift) Kiel 1877.
- Rechtsschutz gegenüber Eingriffen von Staatsbeamten nach altfränkischem Recht. (Habilitationsschrift) Kiel 1882.
- Lehrbuch des deutschen Wechselrechts. Mit Berücksichtigung des österreichischen und des Schweizer Rechts. Stuttgart 1886.
- Katholisches und protestantisches Kirchenrecht. Gießen 1889.
- Zur Theorie der Werthpapiere. Marburg 1890.
- Quellen zur deutschen Reichs- und Rechtsgeschichte. Berlin 1891.